# Вест-индский далер
Вест-индский далер (дат. Vestindiske daler) — денежная единица Датской Вест-Индии в 1849—1917 годах.

## История
Вест-индский далер введён в 1849 году вместо вест-индского ригсдалера.
В 1849 году Государственное казначейство Вест-Индии начало выпуск банкнот в далерах. Номинал на банкнотах, кроме датского языка (в далерах), указывался также на английском (в долларах). Были выпущены банкноты трёх выпусков: 1849, 1860 и 1898 годов. В обращении использовались иностранные монеты, на которые наносилась надчеканка в виде вензеля «FR» с короной.
В 1859 году начата чеканка монет в центах. В обращении использовались также банкноты Банка Сент-Томаса, выпускавшего в 1837—1889 годах банкноты в долларах.
В 1904 году был учреждён Национальный банк Датской Вест-Индии, получивший исключительное право эмиссии. Денежная система была изменена: далер = 5 франков = 100 центов = 500 битов. В 1904 году начат выпуск монет нового образца, в 1905 году — банкнот Национального банка во франках. Номиналы на монетах указывались в двух единицах: центах и битах, франках и центах, далерах и франках. Серебряные и золотые монеты чеканились в соответствии с нормами Латинского монетного союза, франк соответствовал французскому франку.
В 1917 году Дания продала свои владения в Вест-Индии Соединённым Штатам Америки. При передаче были учтены обязательства перед Национальным банком Датской Вест-Индии, который в 1904 году получил исключительное право эмиссии денег на 30 лет. В результате, хоть острова и стали территорией США, законным платёжным средством на них оставался далер, а не доллар США. По истечении 30-летнего срока 14 июля 1934 года издано официальное постановление, что через год, то есть 14 июля 1935 года, бывшая датская колониальная валюта перестаёт являться законным платёжным средством. Обмен денег производили по курсу 0,965 доллара США за далер, или 0,193 за франк.

## Монеты и банкноты
Выпускались банкноты:
- Государственного казначейства Вест-Индии: 2, 3, 5, 10, 50, 100 далеров;
- Национального банка Датской Вест-Индии: 5, 10, 20, 100 франков[3].

Чеканились монеты:
- в 1859—1883 годах: 1, 3, 5, 10, 20 центов[4];
- в 1904—1913 годах: 1⁄2 цента — 21⁄2 бита, 1 цент — 5 битов, 2 цента — 10 битов, 5 центов — 25 битов, 10 центов — 50 битов, 1 франк — 20 центов, 2 франка — 40 центов, 4 далера — 20 франков, 10 далеров — 50 франков[5].